# Римский климатический оптимум
| Эпоха                                          | Климатическая стадия                           | Подстадия                                      | Начало (примерно), лет назад                   | Ярус (век) по IUGS (декабрь 2024) |
| ---------------------------------------------- | ---------------------------------------------- | ---------------------------------------------- | ---------------------------------------------- | --------------------------------- |
| Голоцен                                        | Субатлантик                                    | Похолодание                                    | 800                                            | Мегхалайский                      |
| Голоцен                                        | Субатлантик                                    | Потепление                                     | 1800                                           | Мегхалайский                      |
| Голоцен                                        | Субатлантик                                    | Похолодание                                    | 2600                                           | Мегхалайский                      |
| Голоцен                                        | Суббореал                                      | Похолодание                                    | 3200                                           | Мегхалайский                      |
| Голоцен                                        | Суббореал                                      | Потепление                                     | 4200                                           | Мегхалайский                      |
| Голоцен                                        | Суббореал                                      | Похолодание                                    | 5700                                           | Северогриппианский                |
| Голоцен                                        | Атлантик                                       | Потепление                                     | ~6000                                          | Северогриппианский                |
| Голоцен                                        | Атлантик                                       | Похолодание                                    | ~7000                                          | Северогриппианский                |
| Голоцен                                        | Атлантик                                       | Потепление                                     | 7800                                           | Северогриппианский                |
| Голоцен                                        | Бореал                                         | Похолодание                                    | 8200                                           | Северогриппианский                |
| Голоцен                                        | Бореал                                         | Потепление                                     | 10500                                          | Гренландский                      |
| Голоцен                                        | Пребореал                                      | Похолодание                                    | ~11000                                         | Гренландский                      |
| Голоцен                                        | Пребореал                                      | Потепление                                     | 11700                                          | Гренландский                      |
| Плейстоцен                                     |                                                |                                                |                                                |                                   |
| Поздний дриас                                  | Похолодание                                    | 12900                                          | Верхний                                        |                                   |
| Только для Северной Европы. Калиброванные даты | Только для Северной Европы. Калиброванные даты | Только для Северной Европы. Калиброванные даты | Только для Северной Европы. Калиброванные даты | п о р                             |

Римский климатический оптимум — краткий отрезок субатлантического периода, охватывающий время с 250 года до н. э. до примерно 400 года н. э. Мягкий климат способствовал процветанию крупных империй. Именно на этот период приходится максимальное расширение Римской империи.
Климат Европы потеплел по сравнению с предшествовавшим периодом на 1—2 °C. Климат был, вероятно, жарким, но не сухим. Температура примерно соответствовала современной, а к северу от Альп была даже выше современной. В Северной Африке и на Ближнем Востоке царил более влажный климат.
Климатическим маркером служит распространение теплолюбивого представителя клопов Heterogaster urticae, который во время римского оптимума был обнаружен даже на территории Йорка. Температура для этого периода реконструируется пока с большой осторожностью.
Отступление альпийских ледников улучшило проходимость альпийских перевалов и позволило римлянам завоевать Галлию, Нижнюю и Верхнюю Германию, Рецию и Норик, которые были включены в состав империи. Начиная с 280 года нашей эры в Германии и Британии начинается культивация винограда и производство вина.
Готы, гепиды и вандалы во II—III веках начинают двигаться на юг в поисках новых земель для проживания. Первоначально они проникают на территорию Карпат и в Причерноморье.
За римским оптимумом последовал климатический пессимум раннего Средневековья. Новое потепление в Северном полушарии наступило несколько веков спустя, во время средневекового климатического оптимума.